# Saarlouis
Saarlouis es una ciudad del suroeste de Alemania, ubicada en el estado federado del Sarre. En 2019, la ciudad contaba con 34 552 habitantes.
Saarlouis, como el nombre lo indica, se encuentra a orillas del río Sarre. El rey Luis XIV de Francia fundó la ciudad en 1680 y confió la construcción a Vauban, que la convirtió en el bastión de defensa más al norte del Reino de Francia. Además, la flor de lis borbónica y el sol forman parte del escudo de armas de Saarlouis. Con el paso del tiempo, los restos de las fortificaciones se han integrado en la ciudad.
La ciudad una vez tuvo una importante industria del hierro y el acero. En años recientes, el sector industrial ha estado dominado por una fábrica de automóviles. El chocolate es otro producto destacado fabricado en Saarlouis.

## Historia
La Paz de Nimega de 1678 otorgó Lorena a Francia. Un año más tarde el rey francés Luis XIV mandó construir Saarlouis (con el nombre original de Sarre-Louis) para proteger la nueva frontera en el este. El arquitecto militar Sébastien Le Prestre de Vauban diseñó la ciudad fortificada en forma de estrella con seis bastiones que servían para instalar cañones, según planes de Thomas de Choisy. Un punto importante dentro del plan defensivo constituía el puente-esclusa, que en caso de necesidad servía para inundar los alrededores mediante vigas que canalizaban el Sarre que atraviesa la ciudad. De esta manera se dificultaba que el sitiador pudiera acercar los cañones a la fortaleza y construyera aproches y terraplenes. La antigua fortaleza hexagonal fue demolida en 1887, pero aún se conservan terraplenes y fosos.
Con motivo de una visita que hizo, Luis XIV concedió a la ciudad el escudo de armas con el sol naciente y los tres lirios borbónicos, junto con el lema Dissipat atque fovet (disipa (el sol las nubes) y calienta (la tierra).
En 1697 Lorena recuperó su soberanía pero Saarlouis siguió siendo un exclave francés. Durante la Revolución francesa recibió el nombre de Sarrelibre, pero en 1810 volvió a llamarse como antes.
En virtud del Tratado de París (1815), Francia tuvo que ceder a Prusia sus territorios junto al Sarre, inclusive Saarlouis. Los prusianos ampliaron las instalaciones militares de los franceses y construyeron casamatas. Al terminar la Primera Guerra Mundial, Francia ocupó Saarlouis. El Sarre pasó a estar administrado por la Sociedad de Naciones y fue integrado en la zona aduanera francesa.
Tras el plebiscito de 1935 el Sarre pasó a formar parte de la Alemania nazi. En 1936 se suprimió el "Louis" del nombre, creándose Saarlautern.
La Segunda Guerra Mundial dejó sus huellas en Saarlouis. Ya en 1942 la Royal Air Force (RAF) bombardeó la ciudad al confundirla con Saarbrücken. Entre diciembre de 1944 y marzo de 1945 hubo repetidos combates entre las tropas alemanas y estadounidenses, y la ciudad cambió varias veces de manos.

### Desde 1945
El final de la guerra volvió a cambiar la frontera entre Alemania y Francia. El Protectorado del Sarre se convirtió en un estado autónomo con una conexión económica con Francia y fronteras aduaneras con la República Federal de Alemania. Con el referéndum sobre el estatus político del Sarre de 1955 los votantes decidieron unirse a la República Federal después de ocho años de autonomía de Saarland.

## Geografía
Saarlouis está ubicado geográficamente en una sección del valle medio de Saar. La extensión norte-sur de la cuenca Saarlouis es de unos 15 km, la extensión oeste-este es de 9 km. El gran mercado con Ludwigskirche forma aproximadamente el centro de la cuenca del Saarlouis y está ubicado completamente en la terraza inferior del Saar a una altitud de aproximadamente 181 m sobre el nivel del mar.

## Educación
El Robert-Schuman-Gymnasium (Saarlouis) (RSG; anteriormente Staatliche Mädchenrealgymnasium Saarlouis) es una escuela de gramática de idiomas en Saarlouis, pero también ofrece una sucursal bilingüe en francés y la opción Abibac. Lleva el nombre del político francés Robert Schuman.

## Cultura

### La Fortaleza Vauban

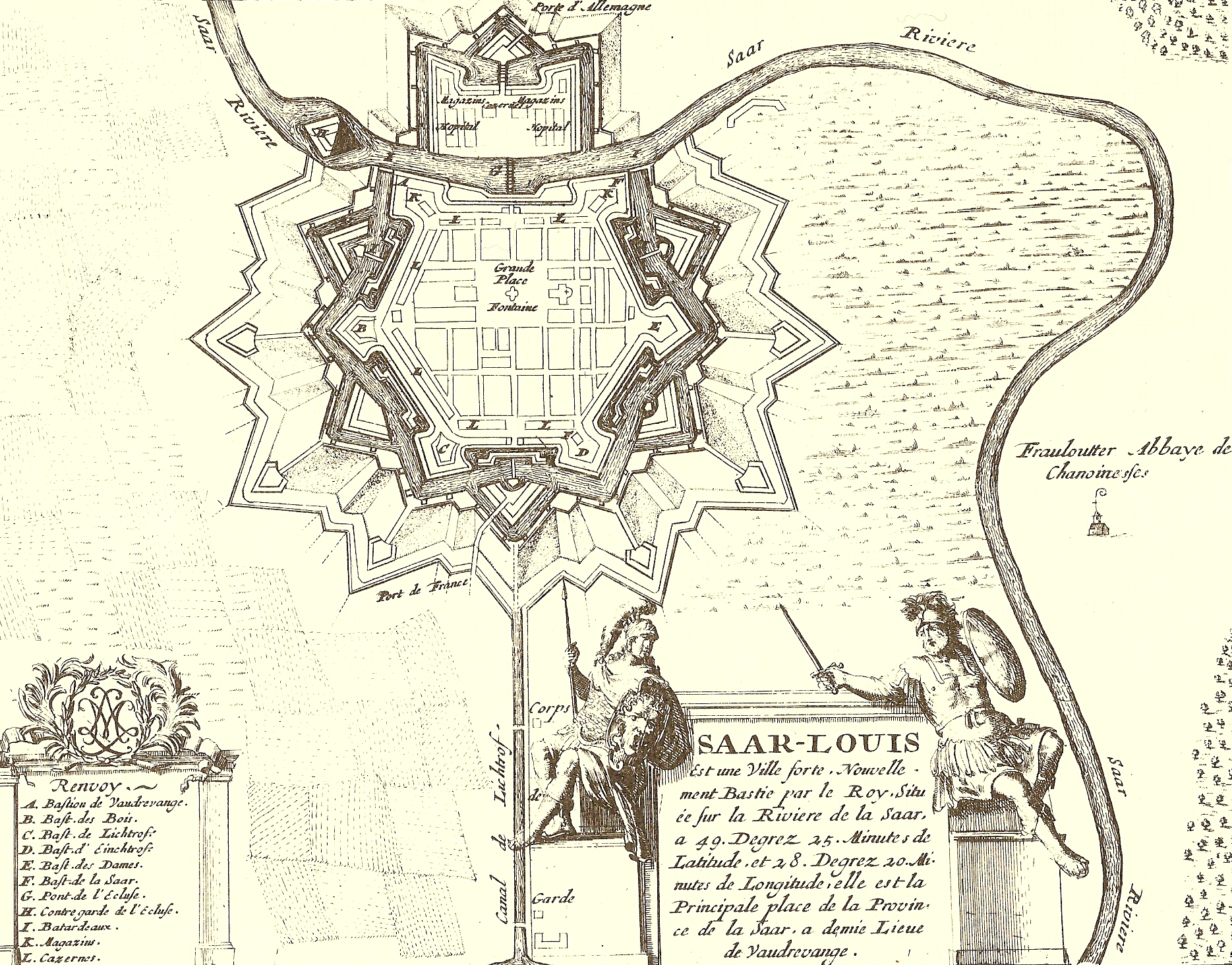
Antiguo plano de la ciudad fortificada.

Ubicada a lo largo del río Saar, un afluente del Mosela, la delimitación de la trama de Saarlouis comienza en enero de 1680, tras el primer reconocimiento realizado por Thomas de Choisy en 1679. La creación de esta ciudad era parte del proyecto para la frontera noreste de Francia, entre Alsacia y Luxemburgo. Choisy identificó el sitio de Saarlouis como la única área plana a lo largo del Saar, y diseñó una ciudad ortogonal y hexagonal en la orilla derecha. Además, eligió un sistema de bloqueo para causar inundaciones en las tierras y zanjas circundantes.
Después de la Guerra Franco-Prusiana de 1870-1871 y la retirada de la frontera por la anexión de Alsacia y Lorena, el Imperio alemán degradó gradualmente a Saarlouis antes de ordenar la demolición de las fortificaciones en 1889.
Del trabajo de Vauban, todavía hay varios elementos defensivos, al igual que el tejido urbano. La iglesia original fue restaurada en la posguerra de la Segunda Guerra Mundial.